# Michael McDonald (Musiker)/Diskografie
Diese Diskografie ist eine Übersicht über die musikalischen Werke des US-amerikanischen Sängers Michael McDonald. Den Schallplattenauszeichnungen zufolge hat er bisher mehr als 4,8 Millionen Tonträger verkauft, davon alleine in seiner Heimat über vier Millionen. Seine erfolgreichste Veröffentlichung ist das Studioalbum Motown mit über einer Million verkauften Einheiten.

## Alben

### Studioalben
| Jahr | Titel Musiklabel Katalog-Nr.               | Höchstplatzierung, Gesamtwochen, AuszeichnungChartplatzierungen (Jahr, Titel, Musiklabel Katalog-Nr., Platzierungen, Wochen, Auszeichnungen, Anmerkungen) | Höchstplatzierung, Gesamtwochen, AuszeichnungChartplatzierungen (Jahr, Titel, Musiklabel Katalog-Nr., Platzierungen, Wochen, Auszeichnungen, Anmerkungen) | Höchstplatzierung, Gesamtwochen, AuszeichnungChartplatzierungen (Jahr, Titel, Musiklabel Katalog-Nr., Platzierungen, Wochen, Auszeichnungen, Anmerkungen) | Anmerkungen |
| Jahr | Titel Musiklabel Katalog-Nr.               | UK | US | R&B | Anmerkungen |
| ---- | ------------------------------------------ | --- | --- | --- | --- |
| 1982 | If That’s What It Takes Warner Bros. 23703 | — | US6 Gold · (32 Wo.)US | R&B10 (25 Wo.)R&B | Erstveröffentlichung: 3. August 1982 Produzenten: Lenny Waronker, Ted Templeman                                      |
| 1985 | No Lookin’ Back Warner Bros. 25291         | — | US45 (15 Wo.)US | — | Erstveröffentlichung: 30. Juli 1985 Produzenten: Michael McDonald, Ted Templeman                                     |
| 1990 | Take It to Heart Reprise 25979             | UK35 (4 Wo.)UK | US110 (14 Wo.)US | — | Erstveröffentlichung: 15. Mai 1990 Produzenten: Michael McDonald, Ted Templeman, Don Was, David Gamson, Gardner Cole |
| 2003 | Motown 651                                 | UK29 (4 Wo.)UK | US14 Platin · (57 Wo.)US | R&B17 (53 Wo.)R&B | Erstveröffentlichung: 24. Juni 2003 Produzent: Simon Climie                                                          |
| 2004 | Motown Two Motown 3472                     | UK29 (3 Wo.)UK | US9 Gold · (17 Wo.)US | R&B8 (17 Wo.)R&B | Erstveröffentlichung: 26. Oktober 2004 Produzent: Simon Climie                                                       |
| 2008 | Soul Speak Universal Motown 10806          | UK27 (2 Wo.)UK | US12 (7 Wo.)US | R&B10 (13 Wo.)R&B | Erstveröffentlichung: 4. März 2008 Produzent: Simon Climie                                                           |

Weitere Studioalben
- 1993: Blink of an Eye (Reprise 45293)
- 2000: Blue Obsession (Reprise 45508 / Ramp 1001)
- 2001: In the Spirit (MCA Nashville 170 230)
- 2005: Through the Many Winters: A Christmas Album (Hallmark 3756, US: Gold)
- 2017: Wide Open (BMG 5292)

### Livealben
- 2009: A Tribute to Motown Live + Michael McDonald Live (Image Entertainment)
- 2018: Live on Soundstage (2 CDs, BMG 19960)

### Kompilationen
| Jahr | Titel Musiklabel Katalog-Nr.                                     | Höchstplatzierung, Gesamtwochen, AuszeichnungChartplatzierungen (Jahr, Titel, Musiklabel Katalog-Nr., Platzierungen, Wochen, Auszeichnungen, Anmerkungen) | Höchstplatzierung, Gesamtwochen, AuszeichnungChartplatzierungen (Jahr, Titel, Musiklabel Katalog-Nr., Platzierungen, Wochen, Auszeichnungen, Anmerkungen) | Höchstplatzierung, Gesamtwochen, AuszeichnungChartplatzierungen (Jahr, Titel, Musiklabel Katalog-Nr., Platzierungen, Wochen, Auszeichnungen, Anmerkungen) | Anmerkungen                              |
| Jahr | Titel Musiklabel Katalog-Nr.                                     | UK | US | R&B | Anmerkungen                              |
| ---- | ---------------------------------------------------------------- | --- | --- | --- | ---------------------------------------- |
| 1986 | Sweet Freedom: The Best of Michael McDonald Warner Bros. 241 049 | UK6 Platin · (35 Wo.)UK | — | — | Erstveröffentlichung: November 1986      |
| 2001 | The Very Best of Michael McDonald Rhino 76649                    | UK21 (7 Wo.)UK | US— GoldUS | — | Erstveröffentlichung: März 2001          |
| 2009 | The Ultimate Collection Rhino 73167                              | UK20 Silber · (5 Wo.)UK | US19 (8 Wo.)US | — | Erstveröffentlichung: 9. August 2005     |
| 2009 | This Christmas Razor & Tie 7930183036                            | — | US95 (3 Wo.)US | — | Erstveröffentlichung: 29. September 2009 |

Weitere Kompilationen
- 1982: That Was Then, the Early Recordings of Michael McDonald (Arista 2008)
- 2000: The Voice of Michael McDonald (Warner Bros. 73530, UK: Silber)
- 2003: The Collection (Spectrum Music)
- 2004: The Best Of: The Christmas Collection (MCA Nashville)

## Singles
| Jahr | Titel Album                                                        | Höchstplatzierung, Gesamtwochen, AuszeichnungChartplatzierungen (Jahr, Titel, Album, Platzierungen, Wochen, Auszeichnungen, Anmerkungen) | Höchstplatzierung, Gesamtwochen, AuszeichnungChartplatzierungen (Jahr, Titel, Album, Platzierungen, Wochen, Auszeichnungen, Anmerkungen) | Höchstplatzierung, Gesamtwochen, AuszeichnungChartplatzierungen (Jahr, Titel, Album, Platzierungen, Wochen, Auszeichnungen, Anmerkungen) | Höchstplatzierung, Gesamtwochen, AuszeichnungChartplatzierungen (Jahr, Titel, Album, Platzierungen, Wochen, Auszeichnungen, Anmerkungen) | Höchstplatzierung, Gesamtwochen, AuszeichnungChartplatzierungen (Jahr, Titel, Album, Platzierungen, Wochen, Auszeichnungen, Anmerkungen) | Höchstplatzierung, Gesamtwochen, AuszeichnungChartplatzierungen (Jahr, Titel, Album, Platzierungen, Wochen, Auszeichnungen, Anmerkungen) | Höchstplatzierung, Gesamtwochen, AuszeichnungChartplatzierungen (Jahr, Titel, Album, Platzierungen, Wochen, Auszeichnungen, Anmerkungen) | Anmerkungen |
| Jahr | Titel Album                                                        | DE | AT | CH | UK | US | R&B | Dance | Anmerkungen |
| ---- | ------------------------------------------------------------------ | --- | --- | --- | --- | --- | --- | --- | --- |
| 1980 | Let Me Go, Love In the Nick of Time                                | — | — | — | — | US35 (11 Wo.)US | R&B96 (2 Wo.)R&B | — | Erstveröffentlichung: Dezember 1979 Nicolette Larson feat. Michael McDonald Autoren: B. J. Cook Foster, Michael McDonald                         |
| 1982 | I Keep Forgettin’ (Every Time You’re Near) If That’s What It Takes | — | — | — | UK43 Silber · (6 Wo.)UK | US4 (19 Wo.)US | R&B7 (17 Wo.)R&B | — | Erstveröffentlichung: Juli 1982 Charteintritt in UK erst im Juli 1986 Autoren: Ed Sanford, Jerry Leiber, Mike Stoller                            |
| 1982 | I Gotta Try If That’s What It Takes                                | — | — | — | — | US44 (11 Wo.)US | — | — | Erstveröffentlichung: November 1982 Autoren: Kenny Loggins, Michael McDonald                                                                     |
| 1983 | Yah Mo B There It’s Your Night                                     | — | — | — | UK12 (19 Wo.)UK | US19 (18 Wo.)US | R&B5 (19 Wo.)R&B | — | Erstveröffentlichung: Dezember 1983 mit James Ingram Grammy (R&B Vocal Duo) Autoren: James Ingram, Michael McDonald, Quincy Jones, Rod Temperton |
| 1985 | No Lookin’ Back                                                    | — | — | — | — | US34 (12 Wo.)US | — | — | Erstveröffentlichung: Juni 1985 Autoren: Ed Sanford, Kenny Loggins, Michael McDonald                                                             |
| 1986 | On My Own Winner in You                                            | DE18 (12 Wo.)DE | AT20 (8 Wo.)AT | — | UK2 Silber · (14 Wo.)UK | US1 Gold · (12 Wo.)US | R&B1 (21 Wo.)R&B | — | Erstveröffentlichung: März 1986 mit Patti LaBelle Autoren: Burt Bacharach, Carole Bayer Sager                                                    |
| 1986 | Sweet Freedom Sweet Freedom: The Best of Michael McDonald          | — | — | — | UK12 (11 Wo.)UK | US7 (20 Wo.)US | R&B17 (13 Wo.)R&B | Dance8 (9 Wo.)Dance | Erstveröffentlichung: Juni 1986 vom Soundtrack des Films Running Scared Autor: Rod Temperton                                                     |
| 1987 | What a Fool Believes Sweet Freedom: The Best of Michael McDonald   | — | — | — | UK57 (4 Wo.)UK | — | — | — | Erstveröffentlichung: Januar 1987 mit The Doobie Brothers Autoren: Kenny Loggins, Michael McDonald Original: The Doobie Brothers, 1979           |
| 1990 | Take It to Heart                                                   | — | — | — | — | US98 (2 Wo.)US | — | — | Erstveröffentlichung: Mai 1990 Autoren: Diane Warren, Michael McDonald                                                                           |
| 1991 | All We Got (It’s Not Enough, It’s Never Enough) Take It to Heart   | — | — | — | — | — | R&B88 (4 Wo.)R&B | Dance9 (13 Wo.)Dance | Erstveröffentlichung: 1991 Autoren: Peter Leinheiser, Michael McDonald                                                                           |
| 1992 | Ever Changing Times What You See Is What You Sweat                 | — | — | — | — | — | R&B19 (15 Wo.)R&B | — | Erstveröffentlichung: Januar 1992 Aretha Franklin feat. Michael McDonald Autoren: Bill Conti, Burt Bacharach, Carole Bayer Sager                 |
| 2002 | Sweet Freedom Episode II New Edition                               | DE29 (9 Wo.)DE | AT50 (6 Wo.)AT | CH52 (14 Wo.)CH | UK54 (2 Wo.)UK | — | — | — | Erstveröffentlichung: Mai 2002 Safri Duo feat. Michael McDonald Produzenten: Ingo Kunzi, Michael Parsberg, Safri Duo                             |
| 2007 | You Belong to Me Funk This                                         | — | — | — | — | — | R&B63 (7 Wo.)R&B | — | Erstveröffentlichung: März 2008 Chaka Khan feat. Michael McDonald Autoren: Carly Simon, Mike McDonald Original: The Doobie Brothers, 1977        |
| 2008 | Love T. K. O. Soul Speak                                           | — | — | — | — | — | R&B92 (1 Wo.)R&B | — | Erstveröffentlichung: März 2008 Autor: Linda Womack                                                                                              |

Weitere Singles
- 1971: God Knows
- 1972: I Think I Love You Again
- 1972: A Good Old Time Love Song
- 1972: Drivin’ Wheel
- 1972: Where Do I Go from Here
- 1983: Playin’ by the Rules
- 1983: Believe in It
- 1985: Lost in the Parade
- 1986: I Just Can’t Let Go (David Pack mit Michael McDonald und James Ingram)
- 1986: Our Love (Theme from No Mercy)
- 1987: Love Has No Color (The Winans feat. Michael McDonald)
- 1990: Tear It Up
- 1993: I Stand for You
- 1995: Hey Girl
- 2003: I Heard It Through the Grapevine
- 2003: Ain’t No Mountain High Enough
- 2003: It’s About Time (Kenny Loggins feat. Michael McDonald)
- 2004: Baby I Need Your Lovin’
- 2004: Reach Out I’ll Be There
- 2004: Stop, Look, Listen (To Your Heart)
- 2008: (Your Love Keeps Lifting Me) Higher and Higher

## Statistik

### Chartauswertung
|                     | UK    | US    | R&B     |
| ------------------- | ----- | ----- | ------- |
| Nummer-eins-Alben   | UK—UK | US—US | R&B—R&B |
| Top-10-Alben        | UK1UK | US2US | R&B3R&B |
| Alben in den Charts | UK7UK | US8US | R&B4R&B |

|                       | DE    | AT    | CH    | UK    | US    | R&B     | Dance       |
| --------------------- | ----- | ----- | ----- | ----- | ----- | ------- | ----------- |
| Nummer-eins-Singles   | DE—DE | AT—AT | CH—CH | UK—UK | US1US | R&B1R&B | Dance—Dance |
| Top-10-Singles        | DE—DE | AT—AT | CH—CH | UK1UK | US2US | R&B3R&B | Dance2Dance |
| Singles in den Charts | DE2DE | AT2AT | CH1CH | UK6UK | US8US | R&B9R&B | Dance2Dance |

### Auszeichnungen für Musikverkäufe
Anmerkung: Auszeichnungen in Ländern aus den Charttabellen bzw. Chartboxen sind in ebendiesen zu finden.
| Land/RegionAuszeichnungen für Musikverkäufe (Land/Region, Auszeichnungen, Verkäufe, Quellen) | Silber     | Gold     | Platin     | Verkäufe  | Quellen   |
| -------------------------------------------------------------------------------------------- | ---------- | -------- | ---------- | --------- | --------- |
| Vereinigte Staaten (RIAA)                                                                    | —          | 5× Gold5 | Platin1    | 4.000.000 | riaa.com  |
| Vereinigtes Königreich (BPI)                                                                 | 4× Silber4 | —        | Platin1    | 870.000   | bpi.co.uk |
| Insgesamt                                                                                    | 4× Silber4 | 5× Gold5 | 2× Platin2 |           |           |